# سیارک ۵۱۹۲
سیارک ۵۱۹۲ (به انگلیسی: 5192 Yabuki، نامگذاری:1991CC) پنج هزار و صد و نود و دومین سیارک کشف شده‌است که در ۴ فوریه ۱۹۹۱ کشف شد.
قدر مطلق سیارک برابر ۱۰٫۴۰ است.